# 65885 Лубенов
65885 Лубенов (65885 Lubenow) — астероїд головного поясу, відкритий 27 грудня 1997 року.
Тіссеранів параметр щодо Юпітера — 3,551.